# Groissiat
Groissiat – miejscowość i gmina we Francji, w regionie Owernia-Rodan-Alpy, w departamencie Ain.

## Demografia
Według danych na styczeń 2012 r. gminę zamieszkiwało 1195 osób, a gęstość zaludnienia wynosiła 189,1 osób/km².